# Aurora (Colorado)
Aurora város az USA Colorado államában, Adams, Arapahoe, és Douglas megyében. Lakosainak száma 386 261 fő (2020).

## Népesség
A település népességének változása:

| 2010 | 325 078 |
| 2020 | 386 261 |

## A város szülöttei
- John Kerry (* 1943), amerikai politikus, az USA korábbi külügyminisztere